# Strömvallen
Strömvallen is een multifunctioneel stadion in de Zweedse stad Gävle. Het werd geopend in 1903 en heeft een capaciteit van 6.703 toeschouwers. Het stadion was tot 2015 de thuishaven van de voetbalclub Gefle IF.

## Geschiedenis
In 1900 werd door de gemeente Gävle besloten dat er aan de zuidkant van de Gavleån tegenover het stadspark een stadion moest komen voor de voetbalclub Gefle IF. In 1903 werd het stadion geopend, wat onder andere een voetbalveld, atletiekbaan en een tribune voor 400 toeschouwers bevatte.
In de tien jaar daarna werd een sportveld met tribunes en de kleedkamers opgeleverd. Ook werden er hekken geplaatst en werd de atletiekbaan verbeterd. In 1915 vonden de Zweedse kampioenschappen voor atletiek plaatst in het stadion. Dit evenement trok ongeveer 5.000 toeschouwers naar het stadion.
Oud-atleet en zakenman Isaac Westergren zorgde in 1920 voor een metamorfose voor het stadion. Het nieuwe ontwerp was bedacht door de architect Eric Westergren. Er was ook een wedstrijd voor het bedenken van de nieuwe naam van het stadion. Bij de opening op 3 juli 1923 werd bekend dat het complex de naam Strömvallen heeft gekregen.
Wintersporten als schaatsen en bandy werden van 1920 tot 1959 uitgevoerd in het stadion, inclusief de finale van de bandykampioenschappen in 1939. Na de voltooiing van het Gunder Hägg-stadion in 1984 werd de atletiekbaan verwijderd. Hierdoor werd Strömvallen een stadion voor alleen voetbal.

### Nieuw voetbalstadion
De Zweedse voetbalbond bracht met de invoering van nieuwe regels in 2014 grote veranderingen met zich mee. Strömvallen voldeed nog niet aan alle eisen, waardoor Gefle IF om vrijstelling moest vragen. Van 2009 tot 2011 werden er gesprekken gevoerd met de gemeente over uitbreiding en herstel van het stadion. Dit leidde uiteindelijk tot een beslissing.
In 2013 maakte de gemeente Gävle samen met Gefle IF bekend dat er een nieuw stadion zal worden gebouwd naast de Läkerol Arena. De kosten voor het nieuwe stadion werden geraamd op 130 miljoen dollar. Het stadion moet in het voorjaar van 2015 af zijn en zal een capaciteit hebben van 6.500 toeschouwers. Het is echter onzeker wat de gevolgen zullen zijn voor Strömvallen.

## Interlands
| № | Datum        | Wedstrijd        | Uitslag | Competitie        | Toeschouwers |
| - | ------------ | ---------------- | ------- | ----------------- | ------------ |
| 1 | 20 juni 1923 | Zweden – Finland | 5 – 4   | Vriendschappelijk | 4.055        |

Bijgewerkt t/m 2 januari 2014.